# Crescente Errázuriz Valdivieso

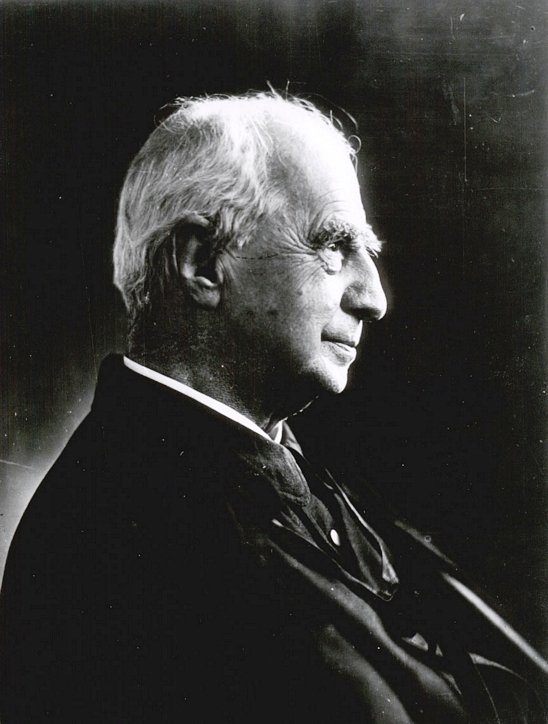
Erzbischof Crescente Errázuriz Valdivieso, 1920

Crescente José de los Dolores de María Santísima Errázuriz Valdivieso (* 28. November 1839 in Santiago de Chile; † 5. Juni 1931 ebenda) war ein chilenischer Dominikaner, Kirchenhistoriker und -rechtler. Von 1918 bis zu seinem Tod war er Erzbischof von Santiago.

## Leben

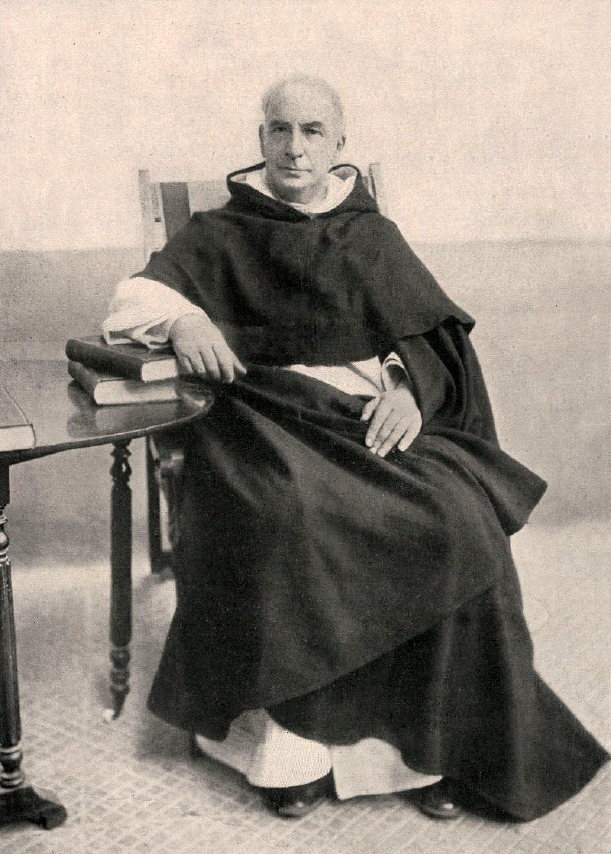
P. Errázuriz im Habit der Dominikaner

Errázuriz besuchte die Escuela de las señoras Fernández Díaz und das Colegio de Justino Fagalde. 1851 schrieb ihn sein Onkel, der Erzbischof Rafael Valentín Valdivieso, in das Theologische Seminar ein. 1863 wurde er im Kloster Unserer Lieben Frau auf dem Berge Karmel zum Priester geweiht und wurde dann Herausgeber der Revista Católica. 1869 begleitete er seine Onkel als Sekretär zum Ersten Vatikanischen Konzil.
Ab 1872 unterrichtete Errázuriz an der Theologischen Fakultät der Universidad de Chile; 1883 erhielt er hier eine Professur für kanonisches Recht. Er verfasste ein Compendio de Derecho Canónico. 1873 trat er in die Real Academia Española ein und wurde einer der Gründer der Academia Chilena. 1874 gründete er die Estandarte Católico, die sich gegen die Säkularisierungspolitik der Regierung seines Bruders Federico Errázuriz Zañartu richtete. Nach dem Tod seines Onkels 1878 gab Errázuriz die Leitung der Estandarte católico ab und zog sich in das Privatleben zurück. Er veröffentlichte in dieser Zeit Schriften wie Seis años de historia de Chile (1881-1882) und Novena de preparación para el nacimiento de Nuestro Señor Jesucristo.
1884 trat Errézuriz in den Konvent der Dominikaner-Rekolleten in Santiago de Chile ein und legte 1885 die Profess ab. In den zwanzig Jahren seines Ordenslebens entstanden weitere Bücher, darunter Vida oculta de Jesucristo en Dios, Mes de María del Rosario (1885), Manual del religioso dominicano (1887), Novena al Señor de la Buena Esperanza (1893), Mes de noviembre dedicado a las Almas del Purgatorio (1899) und Mes de San José (1899). Seine Arbeiten wurden durch die Aufnahme in die Real Academia Española de la Lengua de Chile und die Verleihung einer Goldmedaille der Sociedad de Historia y Geografía de Chile gewürdigt. 1914 wurde er Präsident der Academia Chilena de la Historia.
1906 erkrankte er so schwer, dass er in der Folge 1909 den Konvent verlassen musste. Er wurde Weltpriester in Santiago und verfasste weitere Arbeiten zur Kirchengeschichte Chiles. 1918 schlug ihn die Regierung Juan Luis Sanfuentes als Erzbischof von Santiago vor. Papst Benedikt XV. befürwortete den Vorschlag, und im Folgejahr wurde Errázuriz in der Kathedrale von Santiago zum Bischof geweiht.  
1920 regte er die Gründung der Bistümer Valparaíso und Talca an. Im November 1924 leitete er eine Bischofskonferenz, bei der die Trennung von Kirche und Zivilgesellschaft akzeptiert wurde. In der neuen Verfassung von 1925 wurde dann die Trennung von Staat und Kirche festgeschrieben. Durch seine Persönlichkeit wirkte Errázuriz in dieser Umbruchzeit ausgleichend zwischen den verschiedenen Positionen. Das Amt des Erzbischofs von Santiago hatte er bis zu seinem Tod 1931 inne.